# Nedde
Nedde ('Neda en occitan) est une commune française située dans le département de la Haute-Vienne en région Nouvelle-Aquitaine. Ses habitants sont appelés les Neddois.

## Géographie

### Localisation
Située en bordure occidentale du plateau de Millevaches, non loin du lac de Vassivière, dans le parc naturel régional de Millevaches en Limousin, Nedde est limitrophe des départements de la Corrèze et de la Creuse.
La commune a une superficie de 52,7 km2. La grande ville la plus proche, Limoges, est située à 46 km au nord-ouest.

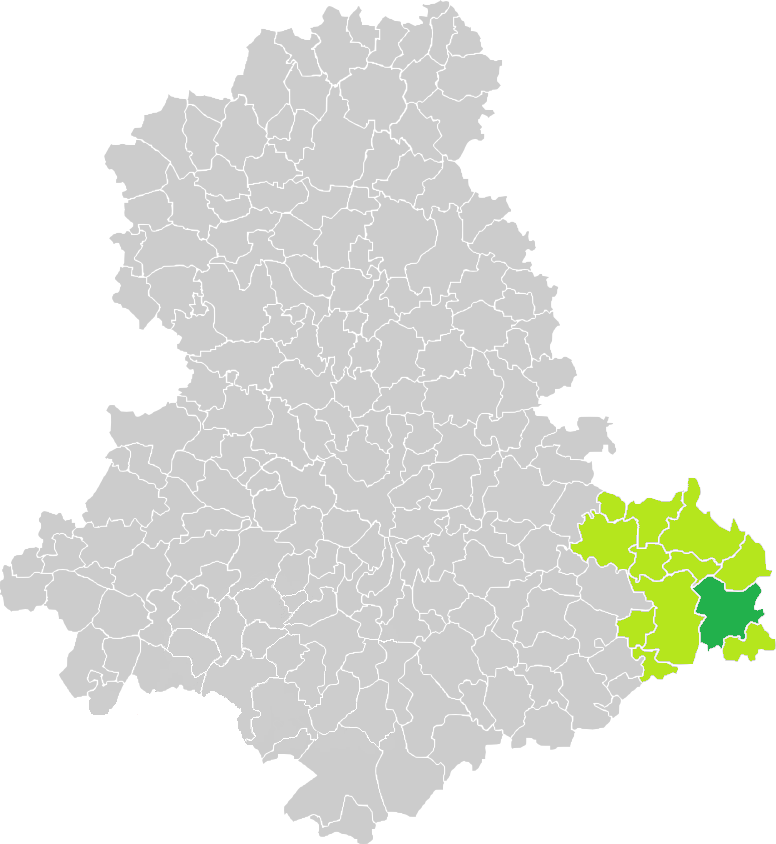
Situation de la commune de Nedde en Haute-Vienne.

### Communes limitrophes
| Saint-Amand-le-Petit        | Beaumont-du-Lac | Faux-la-Montagne (Creuse) |
| Eymoutiers                  | Nedde           | La Villedieu (Creuse)     |
| L'Église-aux-Bois (Corrèze) | Rempnat         | Faux-la-Montagne (Creuse) |

### Hydrographie
Le territoire communal est traversé par la Vienne et par son affluent le ruisseau de la Villedieu.

### Climat
Pour des articles plus généraux, voir Climat de la Nouvelle-Aquitaine et Climat de la Haute-Vienne.
Historiquement, la commune est exposée à un climat de montagne.  
En 2020, Météo-France publie une typologie des climats de la France métropolitaine dans laquelle la commune est toujours exposée à un climat de montagne et est dans la région climatique  Ouest et nord-ouest du Massif Central, caractérisée par une pluviométrie annuelle de 900 à 1 500 mm, maximale en automne et en hiver.
Pour la période 1971-2000, la température annuelle moyenne est de 10,3 °C, avec une amplitude thermique annuelle de 15,1 °C. Le cumul annuel moyen de précipitations est de 1 295 mm, avec 14,5 jours de précipitations en janvier et 8,5 jours en juillet. Pour la période 1991-2020, la température moyenne annuelle observée par la station météorologique la plus proche, située sur la commune d'Eymoutiers à 7 km à vol d'oiseau, est de 11,4 °C et le cumul annuel moyen de précipitations est de 1 170,3 mm,. Les paramètres climatiques de la commune estimés pour 2050, selon différents scénarios d’émission de gaz à effet de serre, sont consultables sur un site dédié publié par Météo-France en novembre 2022.

## Urbanisme

### Typologie
Au 1er janvier 2024, Nedde est catégorisée commune rurale à habitat très dispersé, selon la nouvelle grille communale de densité à sept niveaux définie par l'Insee en 2022.
Elle est située hors unité urbaine et hors attraction des villes,.

### Occupation des sols
L'occupation des sols de la commune, telle qu'elle ressort de la base de données européenne d’occupation biophysique des sols Corine Land Cover (CLC), est marquée par l'importance des forêts et milieux semi-naturels (62,2 % en 2018), une proportion sensiblement équivalente à celle de 1990 (62,8 %). La répartition détaillée en 2018 est la suivante : 
forêts (56,6 %), prairies (23,6 %), zones agricoles hétérogènes (10,7 %), milieux à végétation arbustive et/ou herbacée (5,6 %), terres arables (2,9 %), zones urbanisées (0,6 %). L'évolution de l’occupation des sols de la commune et de ses infrastructures peut être observée sur les différentes représentations cartographiques du territoire : la carte de Cassini (XVIIIe siècle), la carte d'état-major (1820-1866) et les cartes ou photos aériennes de l'IGN pour la période actuelle (1950 à aujourd'hui).

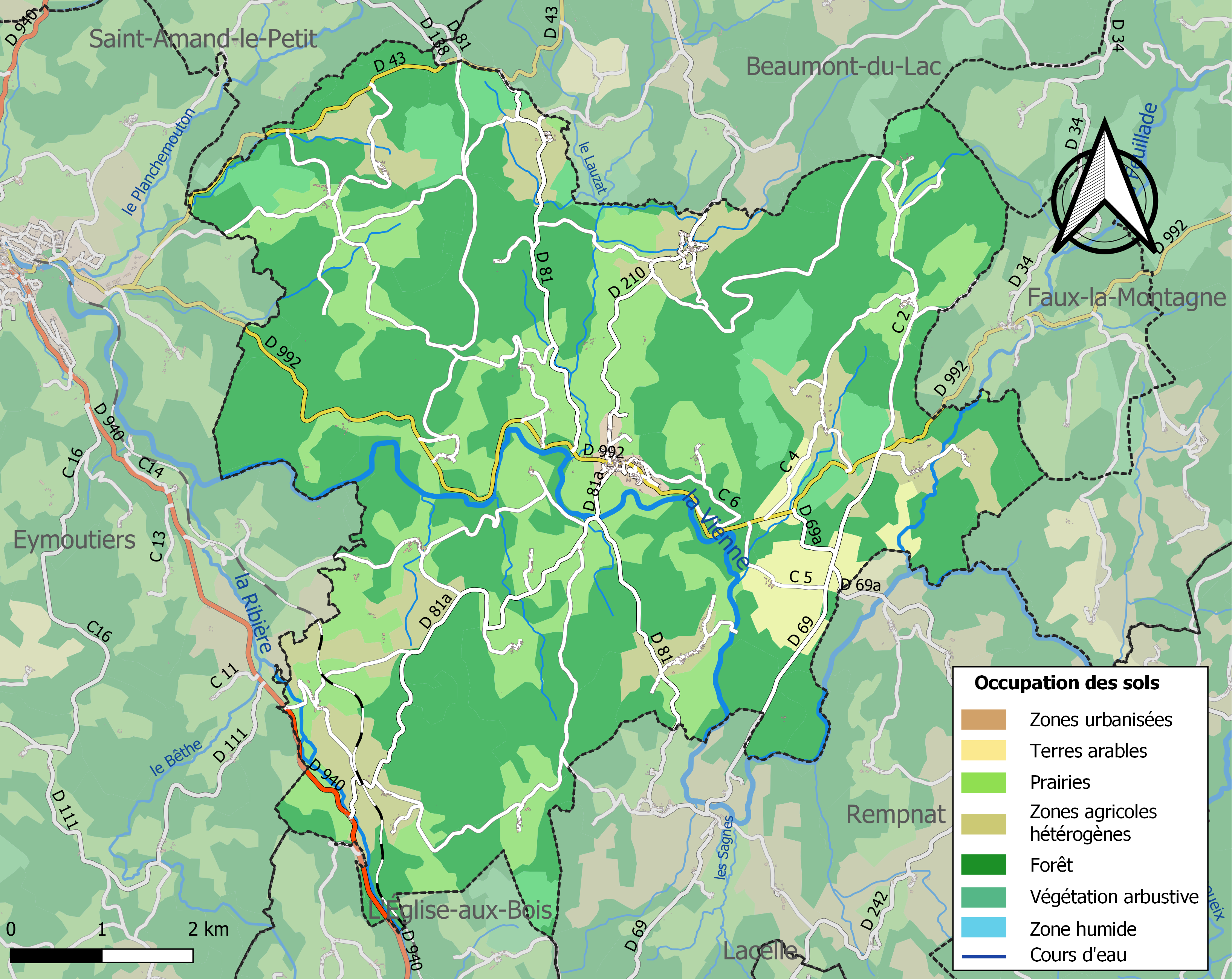
Carte des infrastructures et de l'occupation des sols de la commune en 2018 (CLC).

### Risques majeurs
Le territoire de la commune de Nedde est vulnérable à différents aléas naturels : météorologiques (tempête, orage, neige, grand froid, canicule ou sécheresse) et séisme (sismicité très faible). Il est également exposé à un risque particulier : le risque de radon. Un site publié par le BRGM permet d'évaluer simplement et rapidement les risques d'un bien localisé soit par son adresse soit par le numéro de sa parcelle.

#### Risques naturels

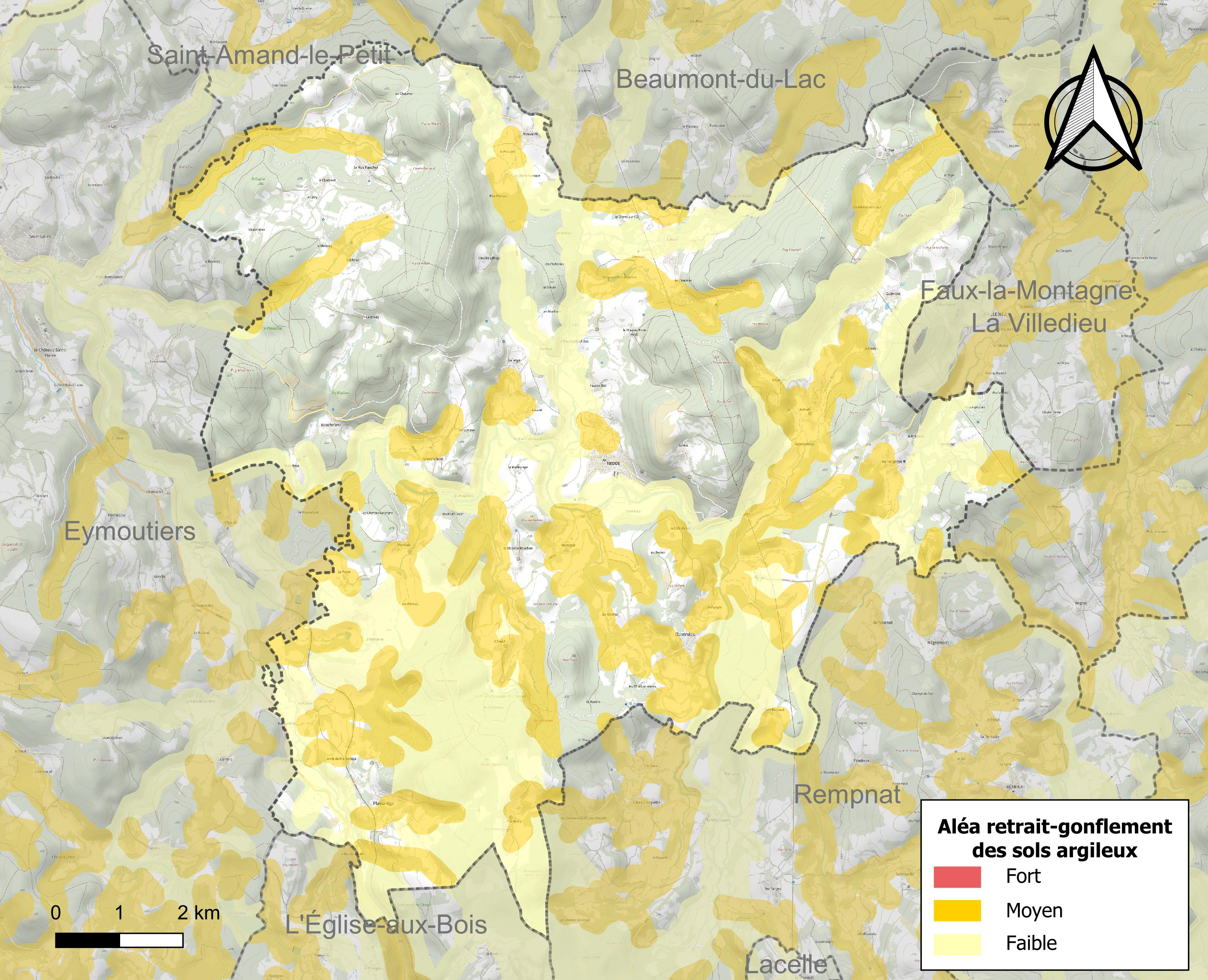
Carte des zones d'aléa retrait-gonflement des sols argileux de Nedde.

Le retrait-gonflement des sols argileux est susceptible d'engendrer des dommages importants aux bâtiments en cas d’alternance de périodes de sécheresse et de pluie. 25,8 % de la superficie communale est en aléa moyen ou fort (27 % au niveau départemental et 48,5 % au niveau national métropolitain). Depuis le 1er octobre 2020, en application de la loi ÉLAN, différentes contraintes s'imposent aux vendeurs, maîtres d'ouvrages ou constructeurs de biens situés dans une zone classée en aléa moyen ou fort,.
La commune a été reconnue en état de catastrophe naturelle au titre des dommages causés par les inondations et coulées de boue survenues en 1982 et 1999 et par des mouvements de terrain en 1999.

#### Risque particulier
Dans plusieurs parties du territoire national, le radon, accumulé dans certains logements ou autres locaux, peut constituer une source significative d’exposition de la population aux rayonnements ionisants. Selon la classification de 2018, la commune de Nedde est classée en zone 3, à savoir zone à potentiel radon significatif.

## Toponymie
L'étymologie de Nedde est incertaine. Yves Lavalade y voit peut-être une déformation d'un terme gaulois désignant des marais (ana), auquel un diminutif (-itta) aurait été ajouté. Albert Dauzat, quant à lui, propose Nevita (une ancienne villa). Les toponymes Aneda (Xe siècle) et Anedes (XIIIe siècle) sont successivement attestés. Sur la carte de Cassini (XVIIIe siècle), figure Nede.

## Histoire
La terre de Nedde fut sous l'Ancien Régime composée de deux seigneuries distinctes : 
- Une seigneurie ecclésiastique, prieuré propriété de l'abbaye de Solignac depuis donation par Charles II le Chauve en 872 de l'église Saint-martin de Nedde[21], avec juridiction maintenue et confirmée par bulle du pape Eugène III de 1174[22] ;
- Une seigneurie laïque, érigée en baronnie puis un marquisat. Les marquis de Nedde avaient droit de haute et basse justice[23].

D'abord dépendante de la généralité du Poitou sous le nom d'Asnède et rattaché à la baronnie Peyrat-le-Château dont elle fut distraite en 1557 pour former une baronnie distincte, la terre de Nedde fut alors intégrée au Limousin. Elle appartenait alors à la famille de Pierre-Buffière dont les armes figurent encore sur une clef de voûte de l'église Saint-Martin.
- Louis-Charles de Pierre-Buffière, chevalier, vicomte de Comborn, baron de Pierre-Buffière, de Châteauneuf, et de Peyrat, seigneur de La Villeneuve-au-Comte, de Chabannes-Guerguy, de Beaumont, de Chambouville, du Breuil, de Peltanges, de Genissac et du Mazet, tué au siège d'Angoulème e, 1568, marié le 7 septembre 1523 à Isabeau de Ségur, d'où entre autres :
- Gabriel de Pierre-Buffière, chevalier, vicomte de Combron, baron de Treignac, de Châteauneuf, de Peyrat, de Lostanges, seigneur, puis baron de Nedde et de Villeneuve, seigneur de Bouch et autres places, comparu à la réforme de la coutume du Poitou le 16 octobre 1559 pour la baronnie de Villeneuve, territoire distrait à la baronnie de Peyrat, par les partages fait entre lui et ses consorts le 2 octobre 1572. Épousa par contrat du 7 juillet 1597, devant le notaire Rousseau, puis religieusement le 10 juillet suivant, Peyronne de La Guiche, dame de Pompadour, Treignac et Laurière, (c'est à ce couple que l'on doit la reconstruction du château), d'où un fil, Léonard, tonsuré en 1618, prieur de Nedde en 1622[26]. et une fille qui suit :
- Catherine de Pierre de Buffière, dame de Chateauneuf,  baronne de Lostanges, de baron de Nedde et de Villeneuve, légat ses biens et titres à son neveu Théophile de Blanchier, à charge de porter le nom et les armes de la famille de Pierre de Buffier :
- Théophile de Blanchier, chevalier, pris le nom et les armes de la famille  de Pierre-Buffière sur demande de sa tante Catherine de Pierre de Buffière dont il était le légataire universel, ce qui fut sanctionné par un arrêts de la cour des Aides du 17 décembre 1639[27], baron de Lostanges, de Villeneuve-au-Comte et de Nedde, créé marquis de La Villeneuve-au-Comte et de Nedde par lettres patentes de novembre 1655,  épousa la Réforme et décéda huguenot à l'âge de quarante ans le 10 novembre 1656 à Nedde et fut inhumé dans l'enclos du château selon la coutume protestante d'après les registres d'Aimoutiers[28], trois mois après son retour de Paris, où il avait passé près d'une année pour le procès qu'il avait avec monsieur de Pompadour, lieutenant gouverneur du Limousin. Il fut père de :
- Jean-Claude de Blanchier de Pierre-Buffière-Châteauneuf, chevalier, marquis de Lostange, de La Villeneuve-au-Comte et de Nedde, seigneur de Biauch et de Falsimagne, maitre de camp et enseigne dans la première compagnie des gardes du Corps du Roi en 1687, commandant de cavalerie du duc de Bouillon en 1676, rendit foi et hommage au roi en 1676, « comme feu mon Père et mes prédécesseurs ont accoutumé de la faire... pour le marquisat de La Villeneuve-au-Comte et de Nedde, distrait de la baronnie de Peyrat, par les accords et partages faits cy-devant par mes prédécesseurs, avec tous droit de noblesse et toute justice[29] ». Abjura le calvinisme en 1685, en même temps que sa femme et ses enfants, père entre autres de :
- Claude de Pierre-Buffière, marquis de Lostanges, de La Villeneuve-au-Comte et de Nedde, seigneur de Gioux et de Bouillac, lieutenant des gardes du corps du roi, brigadier des armées et lieutenant général pour Sa Majesté de la province de La Marche, laissa de son mariage avec Marie de Gioux, un fils, Jacques, mort jeune, et une fille et héritière, Jeanne-Blanche de Pierre-Buffière, marquise de Lostanges et de Nedde, dame de Gioux et de Bouillac, qui épousa le 22 février 1694 Jean V comte de Montalembert, seigneur de Monbeau, capitaine de grenadiers au régiment de Normandie, à qui elle apporta toutes ses possessions et titres. D'où, entre autres enfants :
- Charles marquis de Montalembert[30], de Lostanges et de Nedde, comte de Monbeau et de Gioux, seigneur du Terrail, chevalier de Saint-Louis, capitaine des grenadiers au régiment de Normandie, qui ne contracta pas d'alliance, il vendit en 1746 la marquisat de Nedde à :
- Laurent-Raymond Garat, écuyer, marquis de La Villeneuve-au-Comte et de Nedde, seigneur de Beauvais, qui reçut le 16 septembre 1746 des lettres du roi lui conférant le droit de porter les titres attachés à sa terre de Nedde, sa descendance prit alors le nom de Garat de Nedde et conserva le château jusqu'à sa vente en 1954[31]. Il avait épousé Marie-Anne Faulte de Vanteaux, d'où entre autres enfants :
- Raymond Garat, chevalier, marquis de Nedde et de La Villeneuve, capitaine au régiment de Cambraisis, marié en 1761 à Jeanne-Martiale-Galiotte de Turenne, comtesse d'Aubepeyre, dame de Saint-Yrieix, de Salles, de Courbnatiers, du Ponjet et de La Tour de Royère, fille du marquis de Turenne d'Aynac, comte d'Aubepeyre, et d'Elisabeth comtesse de Volonzac, d'où plusieurs enfants.

La commune accueillit des réfugiés républicains espagnols durant la Retirada de l'hiver 1939.

## Politique et administration
| Période                                  | Période   | Identité            | Étiquette | Qualité                                               |
| ---------------------------------------- | --------- | ------------------- | --------- | ----------------------------------------------------- |
| mars 1959                                | mars 2001 | André Leycure       | PCF       | Conseiller général du canton d'Eymoutiers (1967-1998) |
| mars 2001                                | mars 2014 | Jean-Louis Bataille | PCF       |                                                       |
| mars 2014                                | en cours  | Monique Lenoble     | PCF       |                                                       |
| Les données manquantes sont à compléter. |           |                     |           |                                                       |

## Démographie
L'évolution du nombre d'habitants est connue à travers les recensements de la population effectués dans la commune depuis 1793. Pour les communes de moins de 10 000 habitants, une enquête de recensement portant sur toute la population est réalisée tous les cinq ans, les populations de référence des années intermédiaires étant quant à elles estimées par interpolation ou extrapolation. Pour la commune, le premier recensement exhaustif entrant dans le cadre du nouveau dispositif a été réalisé en 2008.

En 2022, la commune comptait 455 habitants, en évolution de −2,99 % par rapport à 2016 (Haute-Vienne : −0,68 %, France hors Mayotte : +2,11 %).
| 1793  | 1800  | 1806  | 1821  | 1831  | 1836  | 1841  | 1846  | 1851  |
| ----- | ----- | ----- | ----- | ----- | ----- | ----- | ----- | ----- |
| 1 180 | 1 384 | 1 570 | 1 324 | 1 430 | 1 631 | 1 732 | 1 816 | 1 760 |

| 1856  | 1861  | 1866  | 1872  | 1876  | 1881  | 1886  | 1891  | 1896  |
| ----- | ----- | ----- | ----- | ----- | ----- | ----- | ----- | ----- |
| 1 815 | 1 770 | 1 844 | 1 763 | 1 887 | 1 982 | 1 981 | 2 050 | 2 132 |

| 1901  | 1906  | 1911  | 1921  | 1926  | 1931  | 1936  | 1946  | 1954  |
| ----- | ----- | ----- | ----- | ----- | ----- | ----- | ----- | ----- |
| 2 022 | 1 937 | 1 836 | 1 546 | 1 432 | 1 363 | 1 267 | 1 165 | 1 032 |

| 1962 | 1968 | 1975 | 1982 | 1990 | 1999 | 2006 | 2008 | 2013 |
| ---- | ---- | ---- | ---- | ---- | ---- | ---- | ---- | ---- |
| 953  | 811  | 703  | 665  | 584  | 559  | 537  | 531  | 481  |

| 2018 | 2022 | - | - | - | - | - | - | - |
| ---- | ---- | - | - | - | - | - | - | - |
| 458  | 455  | - | - | - | - | - | - | - |

## Lieux et monuments

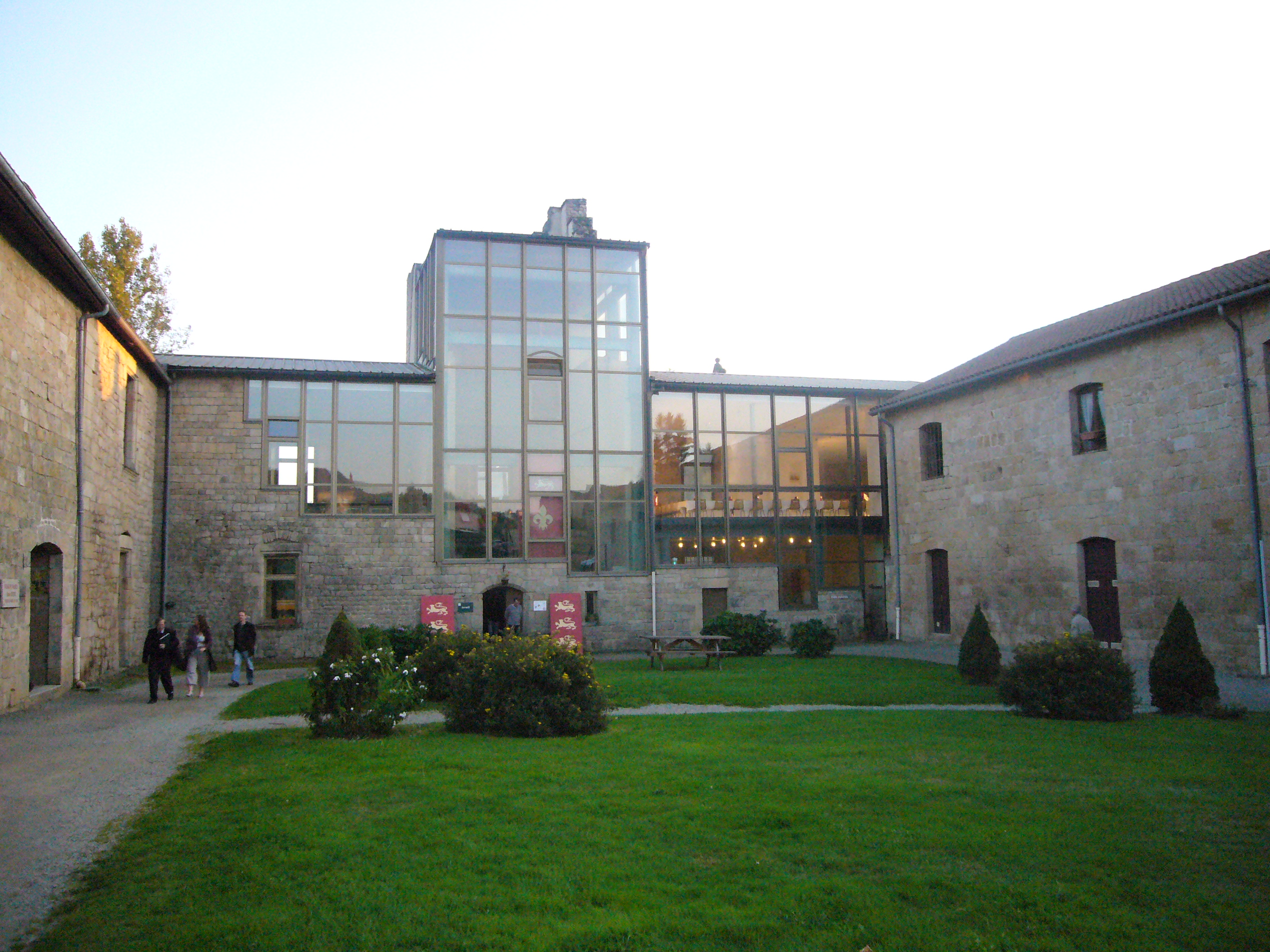
Le « château » de Nedde.

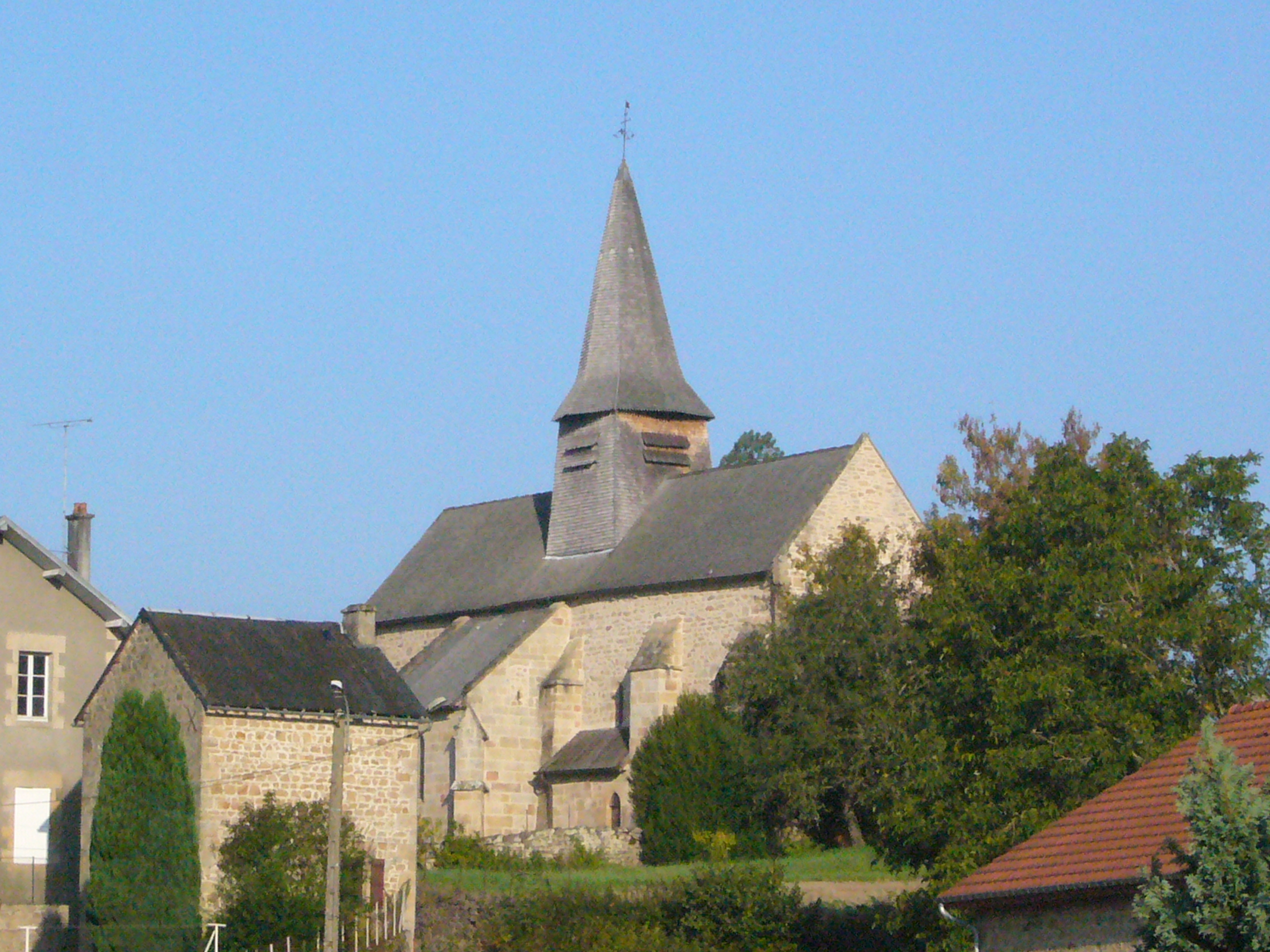
L'église vue depuis le village de vacances.

- La Cité des Insectes, au hameau de Chaud.
- Le village et ses maisons limousines traditionnelles en granit.
- L'église Saint-Martin, XIIIe siècle (limite XIVe siècle), XVe siècle et XVIIIe siècle, classée monument historique en 1912[38], ses clefs de voûte portent les armes de Jean de Berry, comte de Poitiers, et de la famille de Pierre-Buffière, les murs portent des litres funéraires aux armes des Garat de Nedde et de leurs épouses[39]. En 1618 une compagnie de pénitents bleu fut créée à Nedde[40].
- Le château de Nedde : construit sous le règne d'Henri IV sur l'emplacement d'une bâtisse médiévale, il a été très fortement remanié dans les années 1950, période à laquelle une grande partie du décor intérieur a disparu. Il abrite désormais les locaux d'un village de vacances.
- La forêt domaniale de Chaud, une des deux seules forêts publiques d'État de Haute-Vienne.
- Le château du Mazeau Nicot, érigé pendant la seconde moitié du XVIIIe siècle, sur la route de Lauzat.
- La Ribière[Note 3], ancien prieuré relevant de l'abbaye de Bonnesaigne[41].
- Plainartige et sa chapelle dont l'existence est attestée depuis la fin du XIIIe siècle[Note 4], ancienne paroisse de l'ordre de Saint-Jean de Jérusalem[42], membre de la commanderie hospitalière de Bourganeuf jusqu'à la Révolution française[43].

## Personnalités liées à la commune
- Jean-Pierre Forest de Masroury (1754-1838), curé et homme politique né et décédé à Villeneuve-en-Nedde, député du clergé aux États généraux de 1789.
- Marie-Françoise Pérol-Dumont : députée et présidente du conseil général de la Haute-Vienne de 2004 à 2015, née à Nedde.

## Manifestations
S'y déroulent les Rencontres musicales de Nedde, chaque année, fin septembre (musique traditionnelle, gastronomie, conférences, stages, randonnées).
Fête de Nedde le premier week-end d'août (samedi-dimanche-lundi), nombreuses manifestations
S'y déroule la course des Deux-Ponts, le premier samedi du mois d'août chaque année (course pédestre de 9,6 km et 19,2 km).

## Pour approfondir